# Jessy Martens

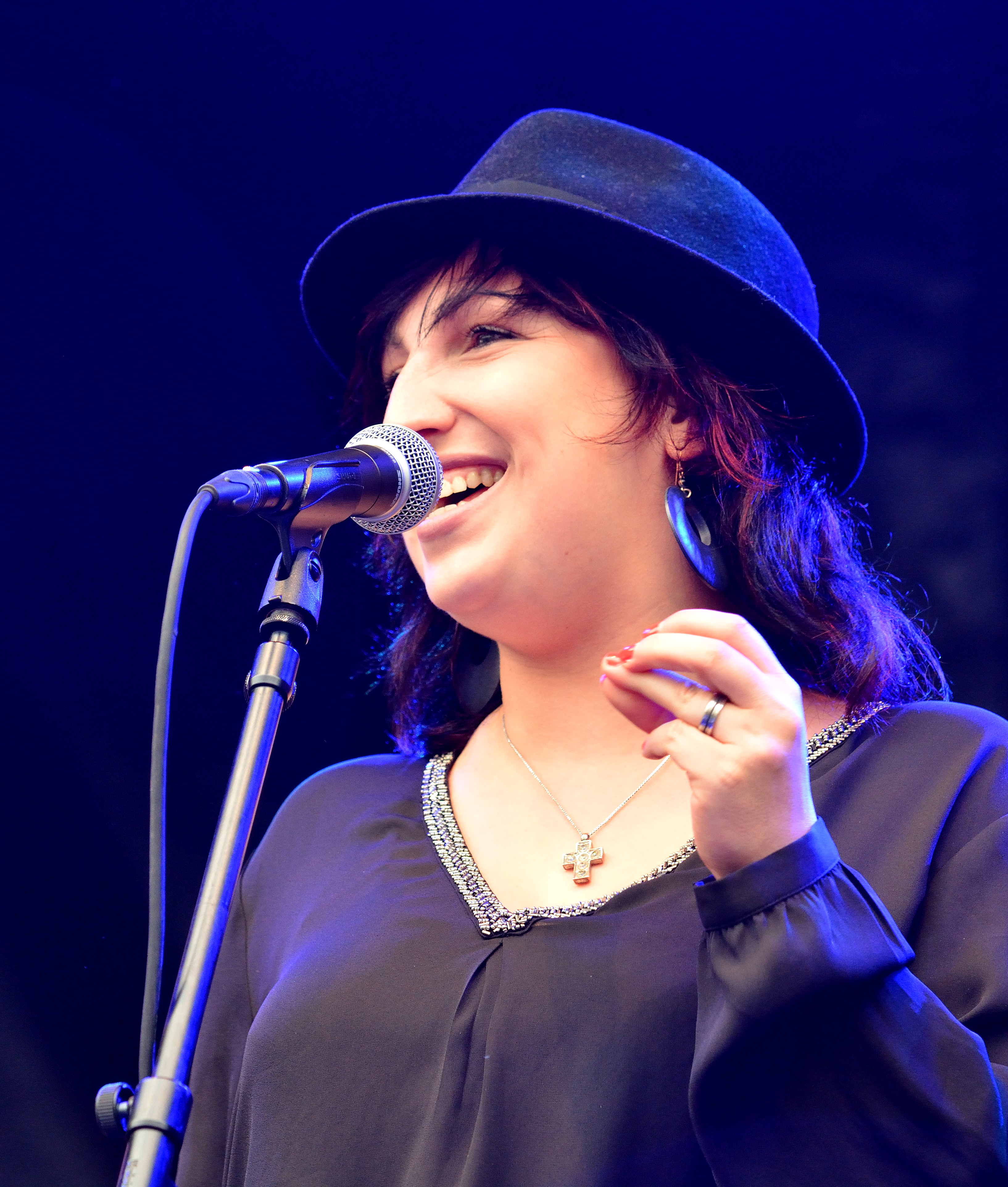
Jessy Martens beim Holsten Brauereifest 2016

Jessy Martens (geb. 1987 in Hamburg) ist eine deutsche Bluesrock-Sängerin, die seit 2010 mit eigener Band auftritt.

## Leben
Bereits als Kind tanzte und sang Jessy Martens. Sie sang bei Rolf Zuckowski, in Gospelchören und in Bands. Sie besuchte die Musikschule und machte eine Gesangs- und Schauspielausbildung. Sie brach die Schule vor dem Abitur ab, um Berufssängerin zu werden. Bei einem Konzert lernte sie Jan Fischer kennen, der mit seiner Band Blues spielte. Jessy sang ihm spontan vor, seitdem arbeiteten sie zusammen.
2007 erschien das Album That’s Why I’m Crying von Jessy Martens & Jan Fischer’s Blues Support, 2009 Live on Stage, beide überwiegend mit Coversongs. Das Album Live at BluesBaltica von 2011 lief bereits unter dem Namen Jessy Martens & Band, bestand aber immer noch zumeist aus Coversongs. Mit Brand New Ride, ebenfalls 2011 erschienen, kam der Wechsel zu eigenem Material. 2013 folgte Break Your Curse, 2015 das Livealbum Touch My Blues Away – live at Downtown Bluesclub.
Am 29. September 2017 erschien das Album Tricky Thing.
Im Januar 2020 sang sie auf der Trauerfeier des Schauspielers Jan Fedder in der Hauptkirche Sankt Michaelis in Hamburg   Coverversionen von Child in Time und Knockin’ on Heaven’s Door. Im NDR-Weihnachtsgottesdienst am 24. Dezember 2020 sang sie Stille Nacht.

## Auszeichnungen
2012 gewann Jessy Martens mit ihrer Band den Deutschen Rockpreis als beste Rocksängerin und beste Rockband sowie die German Blues Awards als beste Bluesband und beste Bluessängerin. Daneben wurde ihr Album Brand New Ride als bestes Bluesalbum des Jahres ausgezeichnet. 2014 gewannen sie zwei German Blues Awards als beste Sängerin und beste Band; daneben gewannen sie die German Blues Challenge.